# سرنخواب سفلی
سرنخواب سفلی نام روستایی از توابع بخش انابد شهرستان بردسکن در استان خراسان رضوی است. این روستا در دهستان درونه قرار دارد و براساس سرشماری سال ۱۳۸۵ جمعیت آن ۵۱ نفر (۱۲ خانوار) بوده است.

## جاذبه‌های گردشگری
- امامزاده سید هاشم سرنخواب معروف به مزار پیر سرنخواب